# The Blue Lagoon
The Blue Lagoon er en stumfilm fra 1923 af Dick Cruikshanks.

## Medvirkende
- Molly Adair som Emmeline Lestrange
- Arthur Pusey som Dick Lestrange
- Dick Cruikshanks som Paddy Button
- Doreen Wonfer
- Val Chard